# سيارات الأجرة في الولايات المتحدة

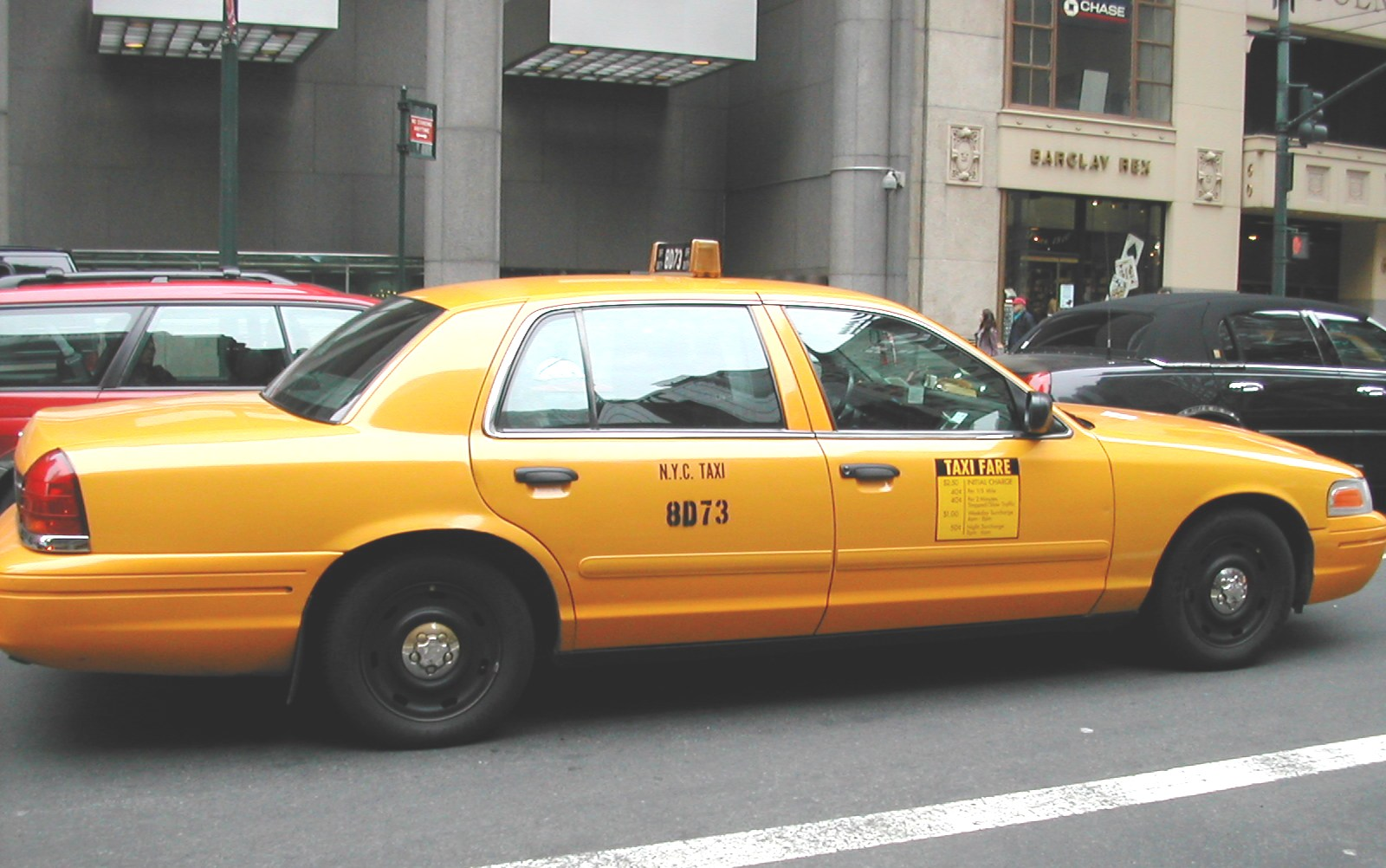
سيارة أجرة من نوع فورد كراون فيكتوريا في مدينة نيويورك.

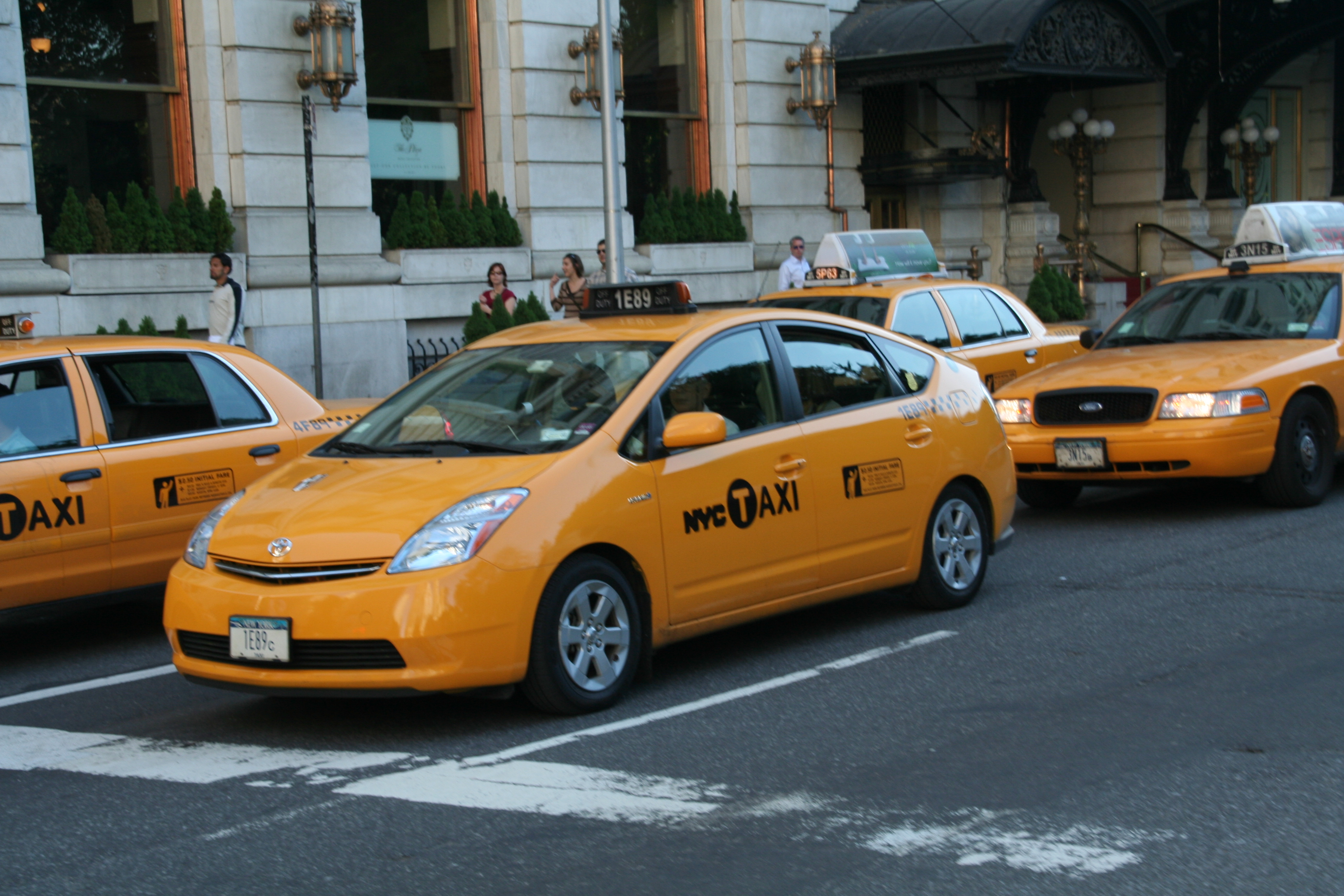
سيارة أجرة من نوع تويوتا بريوس في مدينة نيويورك.

تعتبر سيارات الأجرة في الولايات المتحدة من أهم وسائل النقل الخاصة؛ حيث تغطي شركات الاجرة معظم مدن الولايات المتحدة. اعتبارا من عام 2012، بلغ عدد السائقين في الولايات المتحدة 233900 سائق مع متوسط راتب سنوي يبلغ 22,820 دولار. ومن المتوقع زيادة الطلب على وظائف سيارات الاجرة ب16٪ في المئة خلال السنوات ال10 المقبلة.

## عدد سيارات الأجرة حسب المدينة
| المدن                             | العدد  | ملاحظة                          |
| --------------------------------- | ------ | ------------------------------- |
| النقل في مدينة نيويورك            | 13,237 | 400000 مركبة للتأجير            |
| واشنطن العاصمة                    | 7,200  |                                 |
| سيارات الاجرة في الولايات المتحدة | 6,650  |                                 |
| لوس أنجلوس                        | 2,300  |                                 |
| هيوستن (تكساس)                    | 2,245  |                                 |
| سان فرانسيسكو                     | 1,825  | 71 من هذه مخصصة لكراسي المتحركة |
| أتلانتا (جورجيا)                  | 1,550  |                                 |
| بوسطن                             | 1,494  | 10000 مركبة مخصصة للتأجير       |
| ديترويت                           | 1,310  |                                 |
| كامبريدج (ماساتشوستس)             | 1,256  |                                 |
| أورلاندو (فلوريدا)                | 1,800  |                                 |
| بالتيمور (ماريلاند)               | 1,151  |                                 |
| سانت لويس (ميزوري)                | 933    | 120 سيارة سيدان                 |
| سياتل                             | 842    | 16 من هذه مخصصة لكراسي المتحركة |
| منيابولس، مينيسوتا                | 799    |                                 |
| أوستن (تكساس)                     | 669    |                                 |
| كولومبوس (أوهايو)                 | 500    |                                 |
| ميلواكي (ويسكونسن)                | 321    |                                 |
| ممفيس (تينيسي)                    | 317    |                                 |
| دايتون (أوهايو)                   | 117    |                                 |
| ساغيناو                           | 41     |                                 |

## معرض صور

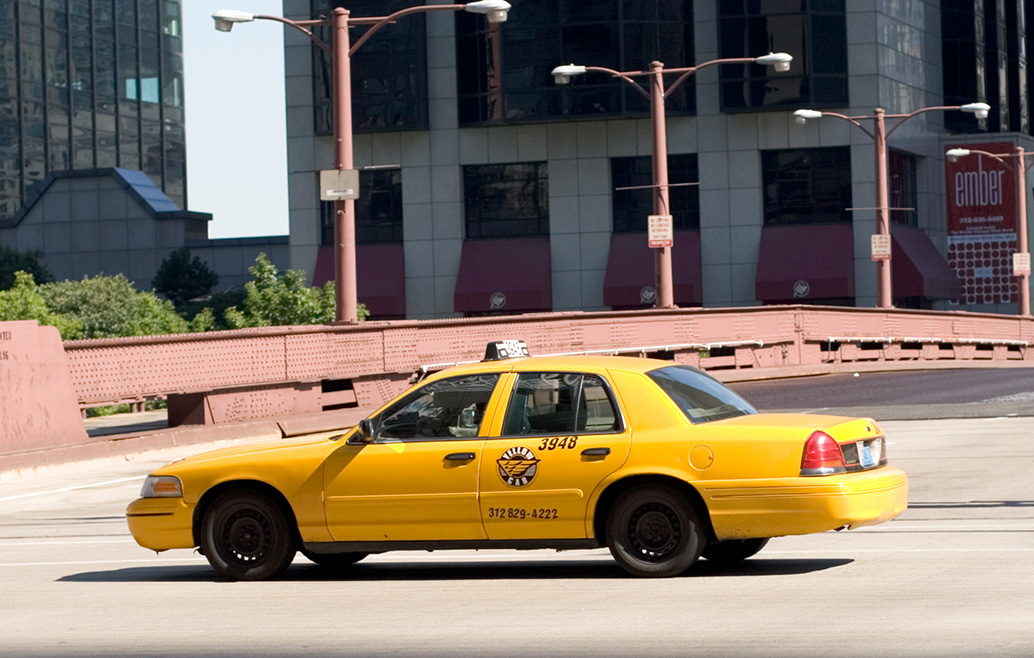
سيارة أجرة في شيكاغو.
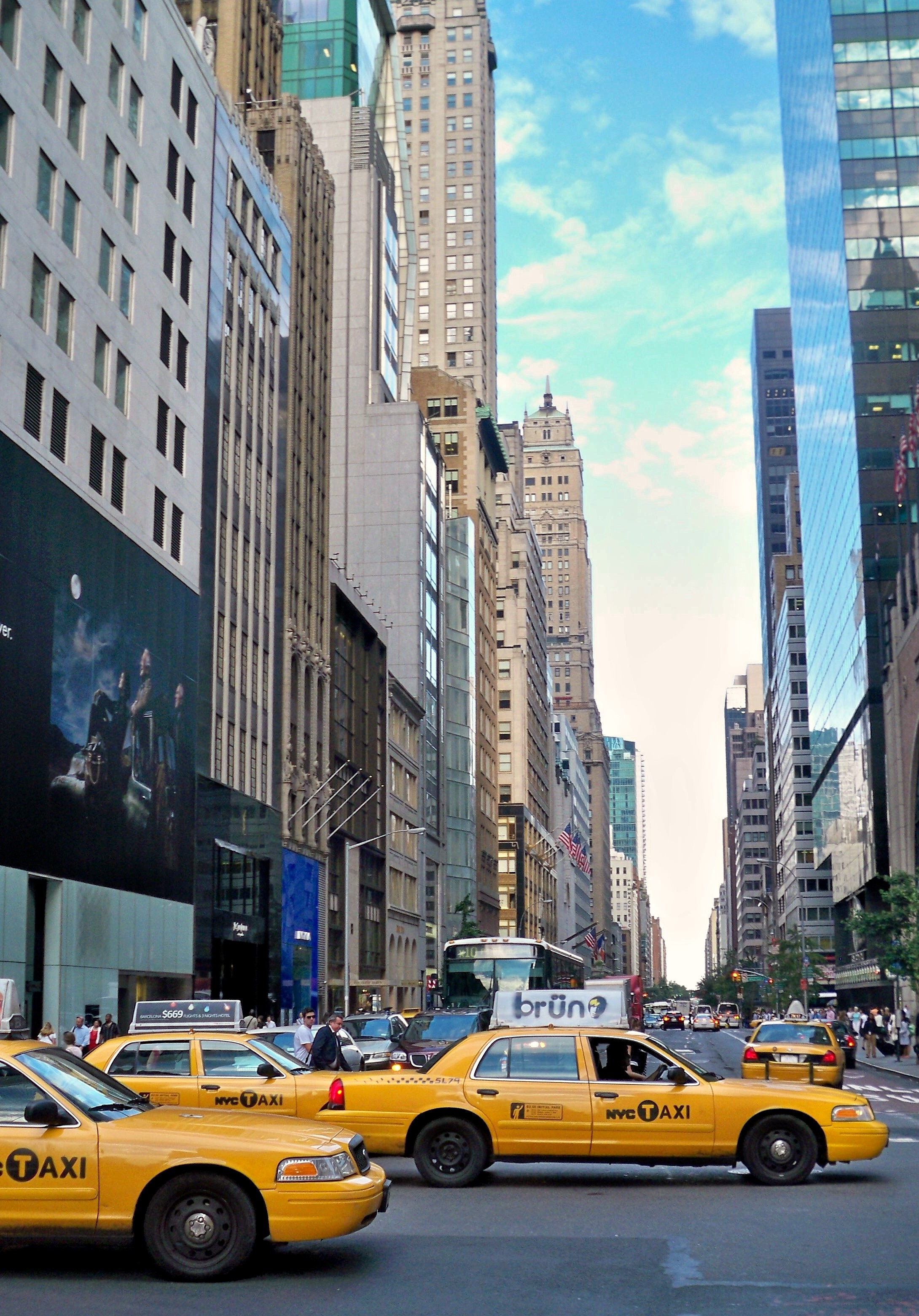
سيارات الأجرة في نيويورك خلال ساعة الذروة وسط مانهاتن في يوليو 2009.
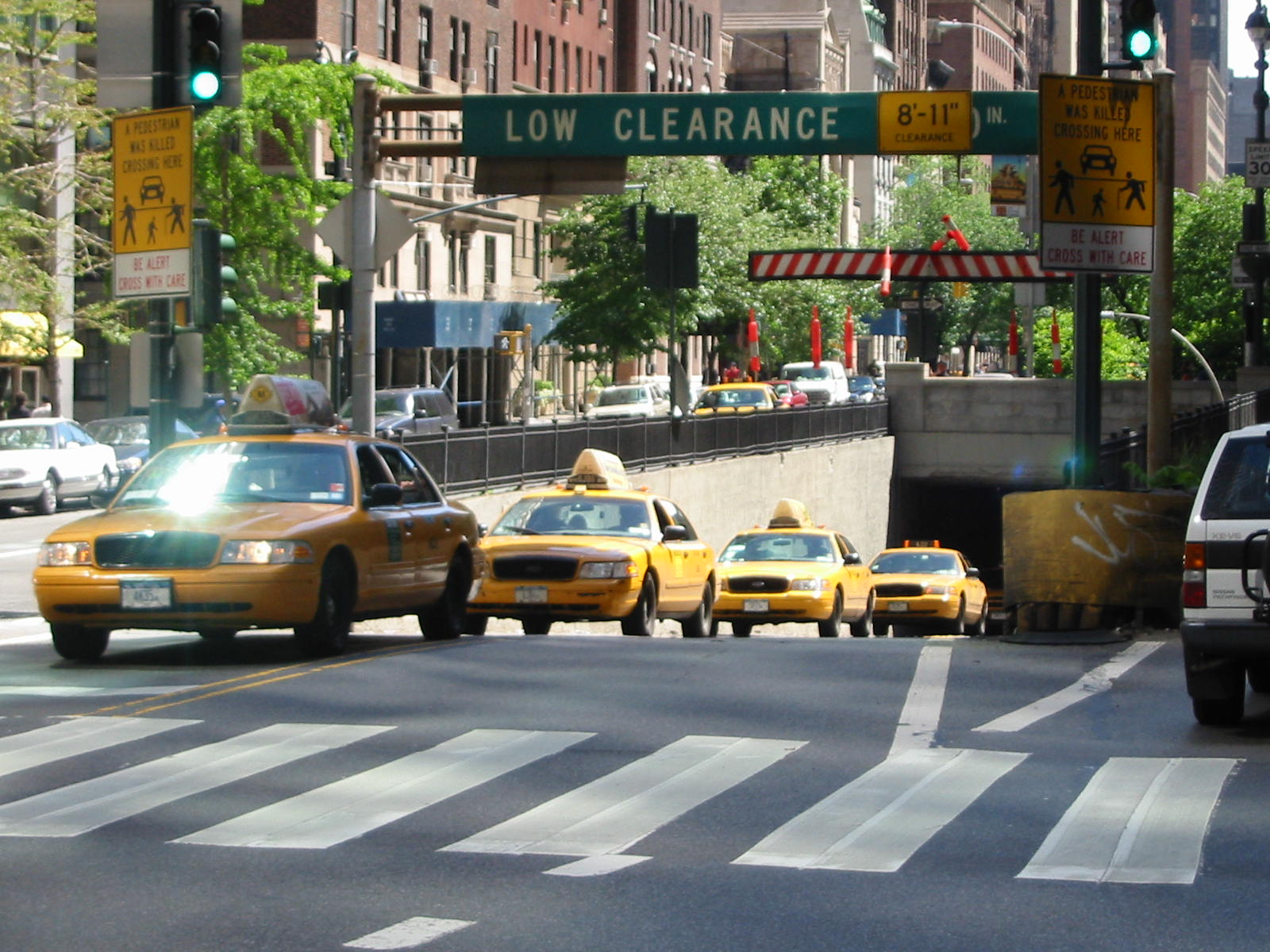
سيارات الأجرة في الطرف الشمالي من مانهاتن.
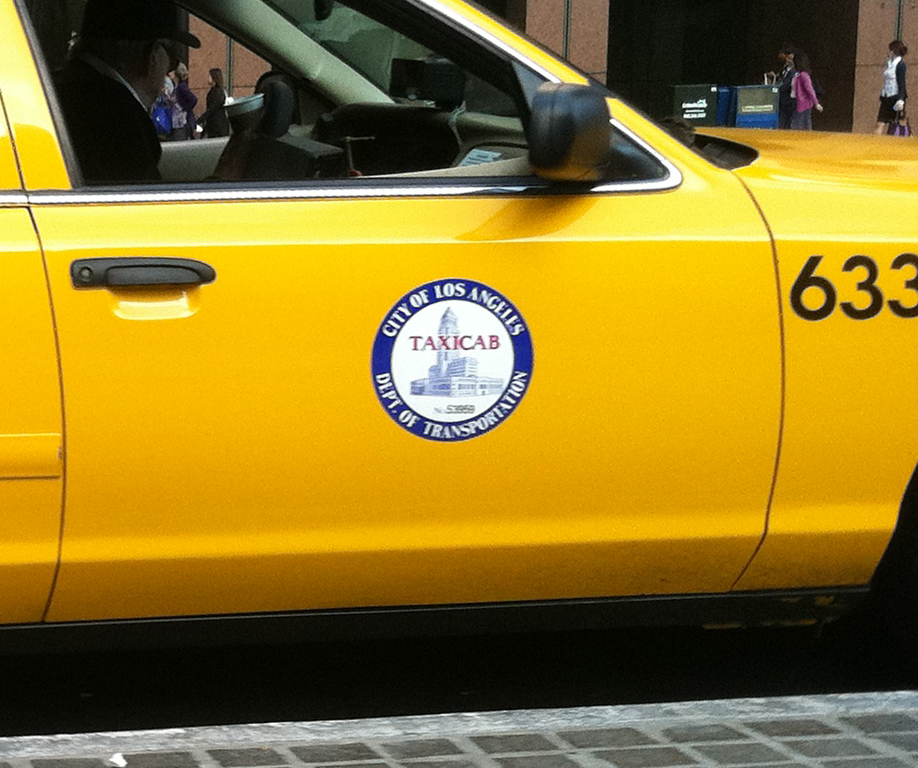
ختم تاكسي لوس انجليس الرسمي على الجيل الثاني من سيارات فورد كراون فيكتوريا في أكتوبر 2011.